# Tirin Kot (dystrykt)
Tirin Kot – centralny powiat afgańskiej prowincji Oruzgan. Obszar powiatu obejmuje miasto Tirin Kot oraz okolicę. W powiecie Tarin Kot reprezentowane są dwie konfederacje plemienne. Terytorium pierwszej z nich obejmująca klan Durrani z plemionami: Popolzai, Barakzai, Achakzai, koncentruje się wokół ekonomicznego centrum powiatu oraz prowincji, tj. miasta Tirin Kot. Terytorium drugiej konfederacji obejmującej klan Ghilzai z plemionami: Tokhi, Hotak, Kakar, Suleiman-Khel, rozciąga się na wschodzie (wokół Mirabadu) oraz w północnej części powiatu (wokół Darweszanu).